# Adrian Goldsworthy
Adrian Goldsworthy (Penarth, Gal·les, 1969), és un historiador britànic, especialista en història militar del món clàssic. Va estudiar al Saint John's College de la Universitat d'Oxford, i es va doctorar el 1994.
Ha exercit de professor en diverses universitats, tot i que en l'actualitat es dedica a escriure; sovint apareix en documentals del canal The History Channel relacionats amb la seva especialitat.

## Llibres publicats
- The Roman Army at War 100 BC - AD 200 (OUP, 1996)
- Roman Warfare (Cassell, 2000) ISBN 0-304-35265-9
- The Punic Wars (Cassell, 2000) ISBN 0-304-35967-X posteriorment publicat com The Fall of Carthage: The Punic Wars 265-146BC, (Cassell, 2003) ISBN 0304366420
- Fields of Battle: Cannae (Orion, 2001) ISBN 0-304-35714-6
- In the Name of Rome: The Men Who Won the Roman Empire (Orion,2003) ISBN 0-7538-1789-6
- The Complete Roman Army (Thames & Hudson, 2003) ISBN 0-500-05124-0
- Caesar: Life of a Colossus (Yale University Press, 2006) ISBN 0-300-12048-6
- The Fall of the West: The Death of the Roman Superpower (Orion 2009) després publicat als Estats Units sota el nom How Rome Fell: Death of a Superpower, (Yale University Press, 2009) ISBN 0-300-13719-2

### Edicions en castellà
- Goldsworthy, Adrian. Las guerras púnicas.  Editorial Ariel, 2002. ISBN 978-84-344-6650-0.
- Goldsworthy, Adrian. Grandes generales del ejército romano. Campañas, estrategias y tácticas.  Editorial Ariel, 2005. ISBN 978-84-344-6770-5.
- Goldsworthy, Adrian. El ejército romano.  Ediciones Akal, 2005. ISBN 978-84-460-2234-3.
- Goldsworthy, Adrian. César: la biografía definitiva.  La Esfera de los Libros, 2007. ISBN 978-84-9734-658-0.